# Allain
Allain és un municipi francès situat al departament de Meurthe i Mosel·la i a la regió del Gran Est. L'any 2007 tenia 461 habitants.

## Demografia

### Població
El 2007 la població de fet d'Allain era de 461 persones. Hi havia 168 famílies, de les quals 32 eren unipersonals (24 homes vivint sols i 8 dones vivint soles), 48 parelles sense fills, 80 parelles amb fills i 8 famílies monoparentals amb fills.
La població ha evolucionat segons el següent gràfic:
Habitants censats

### Habitatges
El 2007 hi havia 189 habitatges, 167 eren l'habitatge principal de la família, 4 eren segones residències i 18 estaven desocupats. 182 eren cases i 7 eren apartaments. Dels 167 habitatges principals, 130 estaven ocupats pels seus propietaris, 24 estaven llogats i ocupats pels llogaters i 13 estaven cedits a títol gratuït; 3 tenien dues cambres, 10 en tenien tres, 33 en tenien quatre i 121 en tenien cinc o més. 137 habitatges disposaven pel capbaix d'una plaça de pàrquing. A 69 habitatges hi havia un automòbil i a 89 n'hi havia dos o més.

### Piràmide de població
La piràmide de població per edats i sexe el 2009 era:
| Homes | Edats   | Dones |
| ----- | ------- | ----- |
| 0     | 95 o +  | 0     |
| 0     | 90 a 94 | 4     |
| 4     | 85 a 89 | 0     |
| 0     | 80 a 84 | 4     |
| 4     | 75 a 79 | 12    |
| 4     | 70 a 74 | 4     |
| 12    | 65 a 69 | 12    |
| 4     | 60 a 64 | 8     |
| 8     | 55 a 59 | 8     |
| 12    | 50 a 54 | 4     |
| 16    | 45 a 49 | 16    |
| 4     | 40 a 44 | 12    |
| 20    | 35 a 39 | 16    |
| 28    | 30 a 34 | 24    |
| 12    | 25 a 29 | 12    |
| 8     | 20 a 24 | 16    |
| 12    | 15 a 19 | 8     |
| 20    | 10 a 14 | 20    |
| 16    | 5 a 9   | 8     |
| 12    | 0 a 4   | 4     |

## Economia
El 2007 la població en edat de treballar era de 317 persones, 233 eren actives i 84 eren inactives. De les 233 persones actives 217 estaven ocupades (128 homes i 89 dones) i 16 estaven aturades (6 homes i 10 dones). De les 84 persones inactives 20 estaven jubilades, 35 estaven estudiant i 29 estaven classificades com a «altres inactius».

### Ingressos
El 2009 a Allain hi havia 168 unitats fiscals que integraven 465 persones, la mediana anual d'ingressos fiscals per persona era de 17.442 €.

### Activitats econòmiques
Dels 19 establiments que hi havia el 2007, 1 era d'una empresa extractiva, 1 d'una empresa de fabricació d'elements pel transport, 2 d'empreses de fabricació d'altres productes industrials, 4 d'empreses de construcció, 4 d'empreses de comerç i reparació d'automòbils, 1 d'una empresa de transport, 3 d'empreses d'hostatgeria i restauració, 1 d'una empresa immobiliària i 2 d'entitats de l'administració pública.
Dels 6 establiments de servei als particulars que hi havia el 2009, 1 era un taller de reparació d'automòbils i de material agrícola, 1 fusteria, 2 lampisteries, 1 electricista i 1 restaurant.

## Equipaments sanitaris i escolars
El 2009 hi havia una escola elemental integrada dins d'un grup escolar amb les comunes properes formant una escola dispersa.

## Poblacions més properes
El següent diagrama mostra les poblacions més properes.